# هدی قطب
هدی قطب (عربی: هدى قطب؛ زادهٔ ۹ اوت ۱۹۶۴) روزنامه‌نگار اهل ایالات متحده آمریکا است. وی از سال ۱۹۸۶ میلادی تاکنون مشغول فعالیت بوده‌است.
وی همچنین برندهٔ جوایزی همچون جایزه پیبادی شده‌است.